# Beeskow
Beeskow (em baixo sorábio: Bezkow) é um município da Alemanha, situado no distrito de Oder-Spree, no estado de Brandemburgo. Tem 77,15 km² de área, e sua população em 2019 foi estimada em 8.040 habitantes.